# Clayton Ince
Clayton Ince (* 12. Juli 1972 in Arima, Trinidad und Tobago) ist ein ehemaliger Fußballspieler aus Trinidad und Tobago. Ince ist Torhüter und spielt aktuell beim FC Walsall in der englischen Football League Two. Er steht auch im Kader der Nationalmannschaft seines Heimatlandes, ist aber zurzeit lediglich Ersatzmann.

## Vereinskarriere
Er begann seine Profilaufbahn beim Defence Force FC aus Trinidad. Im Sommer 1999 verhandelte er mit mehreren Clubs der englischen Profiligen. Als ein Vertrag mit dem AFC Wrexham aus Wales scheiterte, unterschrieb er bei Crewe Alexandra aus der Football League One. Dort war er jedoch lediglich Ersatzmann für Jason Kearton. Deshalb versuchte der Club ihn ab dem Herbst 2000 abzugeben. Eine Leihe an Dundee aus Schottland jedoch endete ohne Einsatz bereits nach einem Monat und auch andere Mannschaften machten kein passendes Angebot. Im Sommer 2001 wurde er dann doch noch Stammtorhüter von Crewe Alexandra, als Kearton den Verein verließ. Nach mehr als 200 Einsätzen für Crewe Alexandra wechselte er, nach Ablauf seines Vertrages, zur Saison 2005/06 in die englische Football League Championship zu Coventry City, wo er allerdings wieder nur Ersatzmann war. Vor Beginn der Saison 2006/07 wechselte er zum viertklassigen FC Walsall. Bis zum Ende der Saison 2009/10 absolvierte er 152 Spiele und beendete schließlich seine Karriere.

## Nationalmannschaft
Ince war Stammtorwart der Auswahl seines Landes bei der Junioren-Fußballweltmeisterschaft 1991 in Portugal. Das Team aus der Karibik schied aber nach zwölf Gegentoren in drei Spielen nach der Vorrunde aus dem Turnier aus. Als der Juniorenauswahltrainer Bertille St. Clair Nationalcoach von Trinidad und Tobago wurde, baute dieser um die Mannschaft des Turniers in Portugal 1991 eine neue Mannschaft auf. Ince debütierte am 4. April 1997 bei einer 0:1-Niederlage gegen Barbados und war bereits beim Sieg Trinidads bei der Fußball-Karibikmeisterschaft im selben Jahr der Stammtormann seiner Heimat. Er wurde für seine Leistung beim Wettbewerb sowohl zum besten Torwart des Turniers als auch zum Spieler des Jahres seiner Heimat gewählt. In den nächsten Jahren absolvierte er 62 Länderspiele für seine Heimat, wurde jedoch Anfang des neuen Jahrtausends durch Shaka Hislop verdrängt. Ince stand im Endrundenaufgebot seines Heimatlandes für die Fußball-Weltmeisterschaft 2006 in Deutschland, kam als dritter Torwart jedoch zu keinem Einsatz.